# Magnolia pallescens
Magnolia pallescens este o specie de plante din genul Magnolia, familia Magnoliaceae, descrisă de Ignatz Urban și Erik Leonard Ekman. Conform Catalogue of Life specia Magnolia pallescens nu are subspecii cunoscute.